# Sclerolaena fimbriolata
Sclerolaena fimbriolata là loài thực vật có hoa thuộc họ Dền. Loài này được (F. Muell.) A.J. Scott miêu tả khoa học đầu tiên năm 1978.